# Pavel Benedikt Stránský

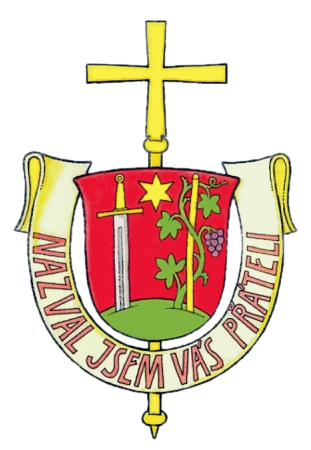
Wappen des Bischofs Pavel Benedikt Stránský

Pavel Benedikt Stránský (* 28. November 1978 in Uherské Hradiště) ist ein tschechischer Geistlicher und der vierte Bischof der Altkatholischen Kirche in Tschechien.

## Leben
Stránský empfing 2001 durch Bischof Dušan Hejbal die Diakonen- und 2003 die Priesterweihe. Bis zu seiner Wahl zum Bischof war er nebenamtlicher Pfarrer der Gemeinde Zlin, in der er bereits als Diakon gewirkt hatte, im Hauptberuf war er Polizeikommissar. Am 8. April 2016 wurde er zum vierten Bischof der Altkatholischen Kirche in Tschechien gewählt. Er folgte Bischof Dušan Hejbal, der mit seinem 65. Geburtstag am 16. Juli 2016 in den Ruhestand trat.
Am 1. April 2017 spendete ihm der altkatholische Erzbischof von Utrecht Joris Vercammen die Bischofsweihe; Mitkonsekratoren waren der österreichische Bischof Heinz Lederleitner und Pierre Whalon, Bischof der Episkopalkirche der Vereinigten Staaten von Amerika für Europa mit Sitz in Paris. Weiterhin assistierten bei der Bischofsweihe die amtierenden altkatholischen Bischöfe Matthias Ring (Alt-Katholische Kirche in Deutschland), Dick Schoon (Haarlem) und Harald Rein (Christkatholische Kirche der Schweiz). Am 2. April 2017 wurde Bischof Stránský in der St. Lorenz-Kathedrale auf dem Laurenziberg in Prag feierlich inthronisiert.